# Belgiens Grand Prix 1980
Belgiens Grand Prix 1980 var det femte av 14 lopp ingående i formel 1-VM 1980.  

## Resultat
1. Didier Pironi, Ligier-Ford, 9 poäng
2. Alan Jones, Williams-Ford, 6
3. Carlos Reutemann, Williams-Ford, 4
4. René Arnoux, Renault, 3
5. Jean-Pierre Jarier, Tyrrell-Ford, 2
6. Gilles Villeneuve, Ferrari, 1
7. Keke Rosberg, Fittipaldi-Ford
8. Jody Scheckter, Ferrari
9. Derek Daly, Tyrrell-Ford
10. Elio de Angelis, Lotus-Ford (varv 69, snurrade av)
11. Jacques Laffite, Ligier-Ford
12. Jan Lammers, ATS-Ford (64, motor)

### Förare som bröt loppet
- John Watson, McLaren-Ford (varv 61, för få varv)
- Riccardo Patrese, Arrows-Ford (58, snurrade av)
- Mario Andretti, Lotus-Ford (41, växellåda)
- Patrick Depailler, Alfa Romeo (38, avgassystem)
- Nelson Piquet, Brabham-Ford (32, snurrade av)
- Alain Prost, McLaren-Ford (29, transmission)
- Emerson Fittipaldi, Fittipaldi-Ford (16, elsystem)
- Tiff Needell, Ensign-Ford (12, motor)
- Bruno Giacomelli, Alfa Romeo (11, upphängning)
- Ricardo Zunino, Brabham-Ford (5, växellåda)
- Jochen Mass, Arrows-Ford (1, snurrade av)
- Jean-Pierre Jabouille, Renault (1, koppling)

### Förare som ej kvalificerade sig
- Geoff Lees, Shadow-Ford
- Dave Kennedy, Shadow-Ford
- Eddie Cheever, Osella-Ford